# دونكان ماكاي
دونكان ماكاي (بالإنجليزية: Duncan MacKay)‏ هو مدرب كرة قدم ولاعب كرة قدم بريطاني في مركز ظهير ‏، ولد في 14 يوليو 1937 في غلاسكو في المملكة المتحدة، وتوفي في 26 ديسمبر 2019. شارك مع منتخب اسكتلندا لكرة القدم. أما مع النوادي، فقد لعب مع نادي برث ونادي سلتيك ونادي لانارك الثالث.

## وصلات خارجية
- دونكان ماكاي على موقع الاتحاد الإسكتلندي (الإنجليزية)
- دونكان ماكاي على موقع قاعدة بيانات كرة القدم.إي يو (الإنجليزية)
- دونكان ماكاي على موقع ناشيونال فوتبول تيمز (الإنجليزية)